# Tipula (Lunatipula) subbarbata
Tipula (Lunatipula) subbarbata is een tweevleugelige uit de familie langpootmuggen (Tipulidae). De soort komt voor in het Nearctisch gebied.